# Stagonospora bellunensis
Stagonospora bellunensis är en svampart som först beskrevs av Speg., och fick sitt nu gällande namn av Jørst. 1967. Stagonospora bellunensis ingår i släktet Stagonospora och familjen Phaeosphaeriaceae.   Inga underarter finns listade i Catalogue of Life.